# Mikołaj Szczęsny
Mikołaj Szczęsny (* 19. Dezember 2004) ist ein polnischer Leichtathlet, der sich auf den Hochsprung spezialisiert hat.

## Sportliche Laufbahn
Erste internationale Erfahrungen sammelte Mikołaj Szczęsny im Jahr 2025, als er bei den U23-Europameisterschaften in Bergen mit übersprungenen 2,26 m die Silbermedaille hinter dem Italiener Matteo Sioli gewann.
2025 wurde Szczęsny polnischer Hallenmeister im Hochsprung.